# L'amore vero non si compra
L'amore vero non si compra (Cortina de Vidro) è una telenovela brasiliana del 1989 ideata e scritta da Walcyr Carrasco e prodotta da SBT.
Il cast include, tra gli altri, Herson Capri (protagonista assoluto), Sandra Annenberg, Betty Gofman, Esther Goes, Antônio Abujamra, Gianfrancesco Guarnieri, John Herbert (che è anche uno dei registi). 
In Italia venne inizialmente diffusa sui circuiti televisivi locali. Nella stagione televisiva 2021-22 è stata mandata in onda da Donna TV.